# ابيلاس
دينيل أف تي5 هو نظام قواذف صاروخية مضادة للدبابات فرنسي، يتميز بأنه من الممكن إعادة تلقيمه وبدقته في الرمي. يبلغ عيار صاروخه 112 ملم وقدرة اختراقه تبلغ 720 ملم في الصلب و2000 ملم في الخرسانة. يبلغ طول الصاروخ 1.26 ملم ووزن النظام ملقما 9 كجم. يملك منظار رؤية ليلية مع تكبير حتي ثلاث مرات ويمتاز، وهناك رأس متشظية عالية الفاعلية مضادة للأفراد. يبلغ مداه المؤثر حتي 500 متر. تبلغ تكلفة الوحدة حوالي 2,000 يورو. 

## المشغلون

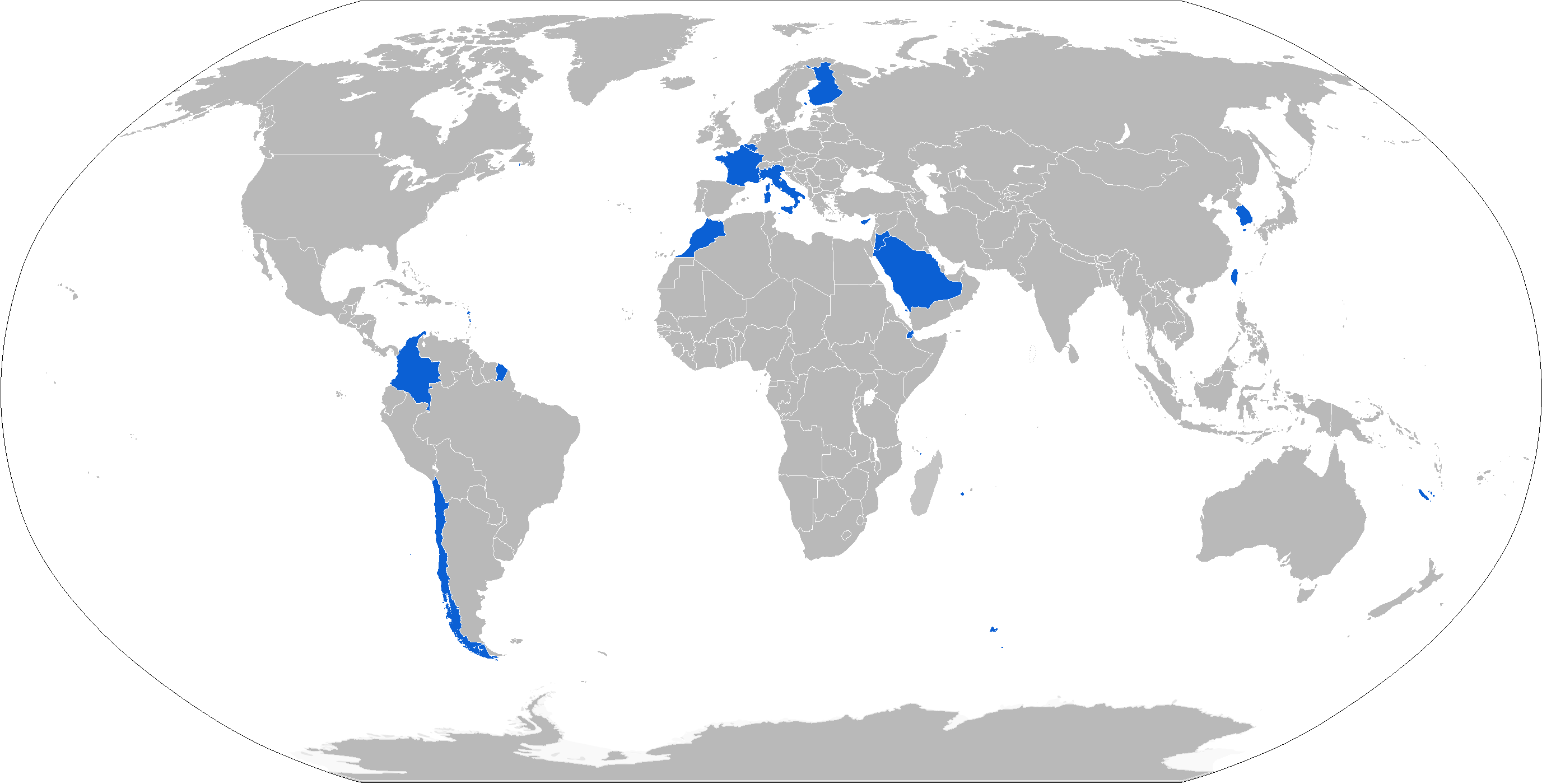
المشغلون الحاليون باللون الأزرق

### المشغلون الحاليون
- بلجيكا
- تشيلي
- كولومبيا
- قبرص
- جيبوتي
- فنلندا
- فرنسا
- إيطاليا
- الأردن
- المغرب
- السعودية
- كوريا الجنوبية
- جمهورية الصين (تايوان)